# Série de Lyman
Em física, a série de Lyman é o conjunto de raios que resultam da emissão do átomo do hidrogênio quando um elétron transita de n ≥ 2 a n = 1 (onde n representa o número quântico principal referente ao nível de energia do elétron). As transições são denominadas sequencialmente por letras gregas: desde n = 2 a n = 1 é chamada Lyman-alfa, 3 a 1 é Lyman-beta, 4 a 1 é Lyman-gama, etc.
A primeira linha no espectro ultravioleta da série de Lyman foi descoberta em 1906 pelo físico da Universidade de Harvard Theodore Lyman, que estudava o espectro ultravioleta do hidrogênio gasoso eletricamente excitado. O resto das linhas do espectro foram descobertas por Lyman entre 1906 e 1914. O espectro da radiação emitido pelo hidrogênio não é contínuo. A seguinte ilustração apresenta a primeira série da linha de emissão do hidrogênio:
Historicamente, explicar a natureza do espectro do hidrogênio era um problema considerável para a física. Nada pode predizer as longitudes de onda das linhas de hidrogênio até 1885, quando o desenvolvimento da fórmula de Balmer ofereceu uma possibilidade empírica para visibilizar o espetro de hidrogênio. Cinco anos depois Johannes Rydberg apareceu com outra fórmula empírica para resolver o problema, a qual foi apresentada pela primeira vez em 1888 e cuja forma final apareceu em 1890. Rydberg queria encontrar uma fórmula para ligar as já conhecidas linhas de emisão da série de Balmer, e para predizer aquelas ainda não descobertas. Diferentes versões da fórmula de Rydberg com diferentes números simples foram criadas para gerar diferentes séries de linhas.

## Obtenção da série de Lyman
A versão da fórmula de Rydberg que gerou a série de Lyman era:
{\displaystyle {1 \over \lambda }=R\left({1 \over 1^{2}}-{1 \over n^{2}}\right)\qquad \left(R=1.0972\times 10^{7}{\mbox{m}}^{-1}\right)}
Onde n é um número natural maior ou igual a 2 (quer dizer n = 2,3,4,...).
Além disso, as linhas vistas na imagem são os comprimentos de onda correspondentes a n=2 na esquerda, a n={\displaystyle \infty } na direita (pois existem infinitas linhas espectrais, mas estas juntam-se a medida que se aproxima a n={\displaystyle \infty }, pelo que só algumas das primeiras linhas e a última aparecem efetivamente)
Os comprimentos de onda (nm) na série de Lyman são todos ultravioletas:
| n                        | 2     | 3     | 4    | 5    | 6    | 7    | 8    | 9    | 10   | 11   | {\displaystyle \infty } |
| Comprimento de onda (nm) | 121.6 | 102.5 | 97.2 | 94.9 | 93.7 | 93.0 | 92.6 | 92.3 | 92.1 | 91.9 | 91.15                   |

## Explicação e derivação
Em 1913, quando Niels Bohr produziu sua teoria do modelo atômico, a razão pela qual as linhas espetrais de hidrogênio se ajustam à fórmula de Rydberg pôde ser explicada. Bohr viu que o salto do elétron ao átomo do hidrogênio devia ter níveis de energia quantizada descritos na seguinte fórmula:
{\displaystyle E_{n}=-{me^{4} \over 2\left(4\pi \varepsilon _{0}\hbar \right)^{2}}{1 \over n^{2}}=-{13.6 \over n^{2}}eV}
Segundo a terceira suposição de Bohr, onde seja que caia um elétron desde um nível inicial de energia ({\displaystyle E_{i}}) a um nível final de energia ({\displaystyle E_{f}}), o átomo deveria emitir radiação com um comprimento de onda de:
{\displaystyle \lambda ={hc \over E_{i}-E_{f}}}
Há ademais uma notação mais cômoda quando se trata de energia em unidades de elétron-volts e comprimentos de onda expressas em angstroms:
{\displaystyle \lambda ={12430 \over E_{i}-E_{f}}}
Substituindo a energia na fórmula acima com a expressão para a energia no átomo de hidrogênio onde a energia inicial corresponde ao nível de energia n e a energia final corresponde ao nível de energia m:
{\displaystyle {1 \over \lambda }={E_{i}-E_{f} \over 12430}=\left({12430 \over 13.6}\right)^{-1}\left({1 \over m^{2}}-{1 \over n^{2}}\right)=R\left({1 \over m^{2}}-{1 \over n^{2}}\right)}
onde R é a mesma constante de Rydberg da fórmula de Rydberg.
Para conetar a Bohr, Rydberg, e Lyman, se deve substituir m por 1 para obter:
{\displaystyle {1 \over \lambda }=R\left({1 \over 1^{2}}-{1 \over n^{2}}\right)}
a qual é a fórmula de Rydberg para a série de Lyman. Além disso, cada comprimento de onda das linhas de emissão correspondem a um elétron caindo de um certo nível de energia (maior que 1) ao primeiro nível de energia.